# George C. Scott
George Campbell Scott (født 18. oktober 1927 i Wise, Virginia, USA, død 22. september 1999 i Westlake Village, Californien, USA) var en amerikansk skuespiller.
Han fik sin filmdebut i 1959, og gjorde sig samme år bemærket i Anatomy of a Murder (Et mords analyse). I 1960'erne fremstod han som en intens karakterskuespiller, og blev særligt berømt for sine kyniske rollefigurer i The Hustler (Hajen, 1961), Dr. Strangelove (1964) og Petulia (1968). Han fik stor opmærksomhed for Patton (Pansergeneralen Patton, 1970), hvor han fremstillede den kontroversielle amerikanske officer fra 2. verdenskrig. Scott modtog en Oscar-pris for rollen, men nægtede at modtage den. Siden spillede han distinkte hovedroller i Richard Lesters satiriske The Hospital (Hospitalet, 1971), Hemingway-filmatiseringen Islands in the Stream (Øen og havet, 1977), Stanley Donens Movie Movie (Lige i stødet, 1978) og Paul Schraders Hardcore (1979).
Scott har fået en stjerne på Hollywood Walk of Fame.